# یوهان فریدریش دولس
یوهان فریدریش دولس (آلمانی: Johann Friedrich Doles؛ ‏ ۲۳ آوریل ۱۷۱۵ – ۸ فوریهٔ ۱۷۹۷) آهنگساز، موسیقی‌دان و رهبر ارکستر اهل آلمان و از شاگردان یوهان سباستیان باخ بود.
او دانش‌آموختهٔ دانشگاه لایپزیگ و رهبر خوانندگان مدرسهٔ سنت‌توماس در لایپزیگ بود. وی با اجرای یکی از موتت‌های باخ به نام برای پروردگار ترانه جدیدی بخوان، بی‌وی‌فاو ۲۲۵ در سال ۱۷۸۹ تأثیر عمیقی بر ولفگانگ آمادئوس موتسارت گذاشت.